# Meurtre de Danielle Jones
Le meurtre de Danielle Jones (16 octobre 1985 - vers le 18 juin 2001) était une affaire de meurtre anglaise où aucun corps n'a été retrouvé et ou la condamnation a reposé sur une analyse médico-légale de la paternité des textos envoyés sur le téléphone portable de la victime. Danielle Sarah Jones a été vue vivante pour la dernière fois le 18 juin 2001.
L'oncle de Jones, Stuart Campbell, un constructeur, a été reconnu coupable d'enlèvement et de meurtre le 19 décembre 2002. Campbell a été condamné à la réclusion à perpétuité pour meurtre ainsi qu'à 10 ans pour enlèvement.
Après le procès, une controverse a éclaté lorsqu'il a été révélé que Campbell avait déjà été condamné pour attentat à la pudeur sur d'autres filles du même âge. L'utilisation de l'analyse médico-légale de la paternité des textos dans l'affaire a conduit à son utilisation dans d'autres cas.